# Greenidea sutepensis
Greenidea sutepensis är en insektsart. Greenidea sutepensis ingår i släktet Greenidea och familjen långrörsbladlöss. Inga underarter finns listade i Catalogue of Life.